# Вьюшков, Алексей Михайлович
Алексей Михайлович Вьюшков (3 [16] ноября 1911 год, Андросовка, Самарская губерния — 20 апреля 1945, Верхняя Силезия) — участник Великой Отечественной войны, командир пулемётной роты 615-го стрелкового полка 167-й стрелковой дивизии 60-й армии 4-го Украинского фронта, Гвардии старший лейтенант. Герой Советского Союза.

## Биография
Родился 3 (16) ноября 1911 года (по другим данным — 13 ноября) в с. Андросовка Николаевского уезда Самарской губернии в семье служащего. Русский.
Образование 6 классов.
В Красной Армии в 1933—1936 годах и с 12 июля 1939 года. В действующей армии — с 1942 года. Член ВКП(б)/КПСС с 1942 года. В 1943 окончил курсы младших лейтенантов.
Пулемётная рота 615-го стрелкового полка, которой командовал старший лейтенант Алексей Вьюшков, в апреле 1945 в ходе Моравско-Остравской операции огнём прикрывала стрелковые подразделения, способствовала овладению рядом населенных пунктов. 19 апреля близ железнодорожной станции Ользау под огнём противника по обломкам взорванного моста первой переправилась через реку Одер и захватила плацдарм. В боях за него отразила 4 контратаки противника.
20 апреля 1945 года А. М. Вьюшков погиб в бою на правом берегу Одера в районе села Ользау (ныне — Ольза).
Первоначально был похоронен в с. Осины; позднее перезахоронен на кладбище советских и чешских воинов в польском городе Водзислав-Слёнски.

### Семья
Мать — Анна Алексеевна Вьюшкова.

## Награды
- Медаль «Золотая Звезда» Героя Советского Союза и орден Ленина (посмертно 29 июня 1945 года)[12];
- орден Красной Звезды (10.1.1945)[7];
- медаль «За отвагу» (16.1.1943)[8][13].

## Память
- Именем Героя названы улица и школа родного села.
- В день 40-летия Победы, 9 мая 1985 года, на территории Андросовской средней школы открыт памятник А. М. Вьюшкову. В школьном музее боевой и трудовой славы собран большой материал о Герое.